# تالار اپرای بایرویت

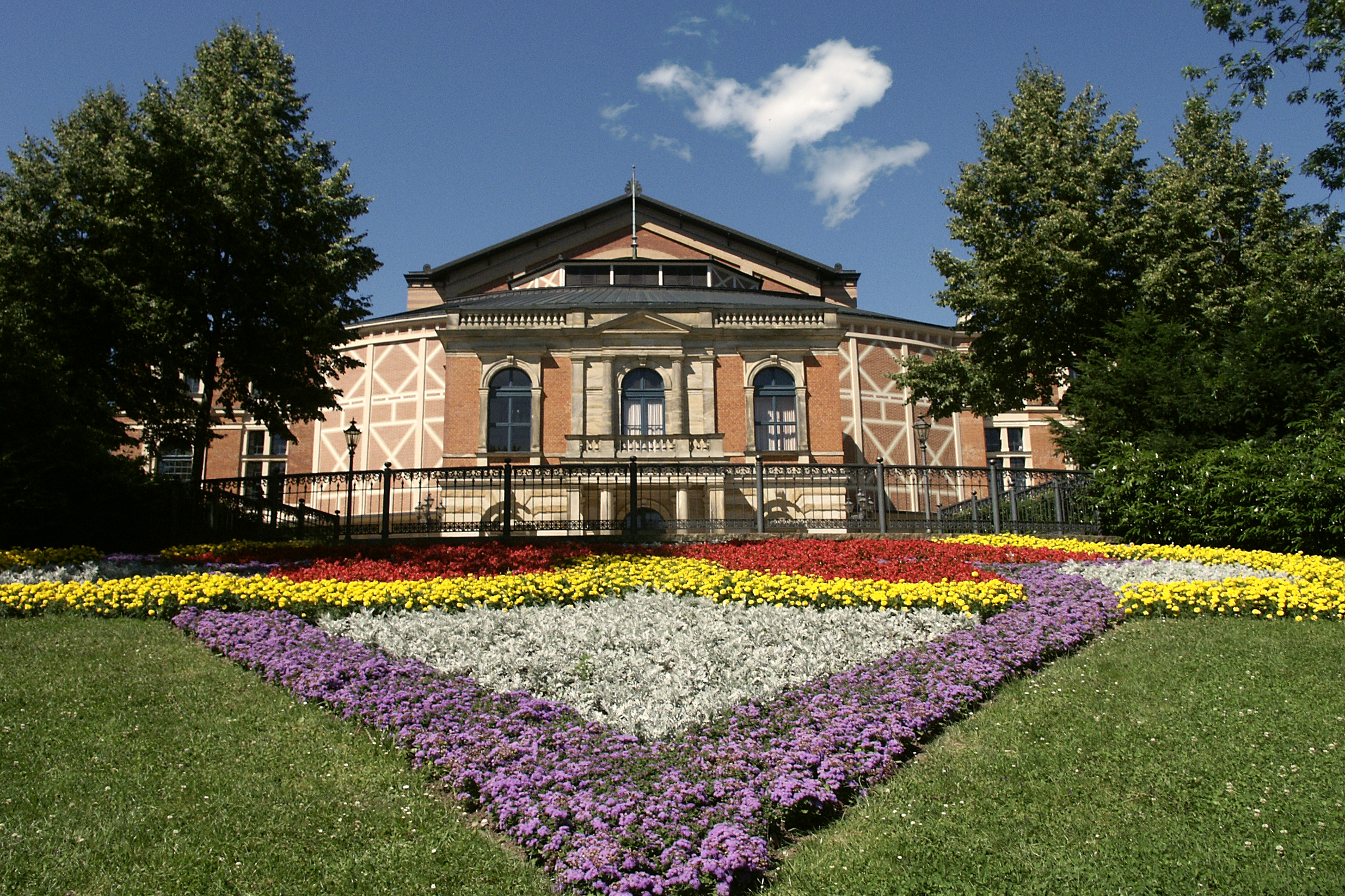
نگاره‌ای از تالار اپرای بایرویت

تالار اپرای بایرویت (آلمانی: Bayreuther Festspielhaus) یک تالار اپرا در شهر بایرویت آلمان است که به اجرای اپراهای آهنگساز سدهٔ نوزدهم دورهٔ رمانتیک، ریشارد واگنر اختصاص یافته‌است. این تالار، سالن اصلی جشنواره بایرویت است که برای آن هم ساخته شده‌است.

## تاریخچه
این تالار در اصل از روی طرح گوتفرید زمپر که برای تالار اپرایی در مونیخ تهیه شده بود ساخته شده‌است. هرچند که از طراح آن اجازه‌ای گرفته نشد. هزینهٔ ساخت به وسیلهٔ لودویگ دوم بایرن پرداخت شد. سنگ بنا در ۲۲ مه ۱۸۷۲، همزمان با تولد ۵۹ سالگی واگنر گذارده شد. بنا برای اجرایی از حلقه نیبلونگ واگنر از ۱۳ تا ۱۷ اوت ۱۸۷۶ گشایش یافت. با وجود آنکه بیرون بنا تزیین معمول اواخر سدهٔ نوزده میلادی را نشان می‌دهد، درون آن ساده و فروتنانه طراحی شده‌است.
در سال ۲۰۱۴ میلادی بنا زیر بازسازی رفت که هزینهٔ آن را دولت آلمان و ایالت بایرن پرداخت کردند.

## نگارخانه

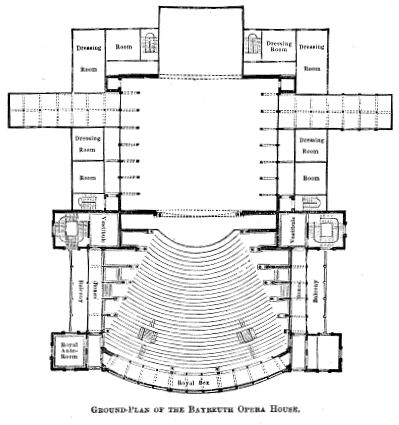
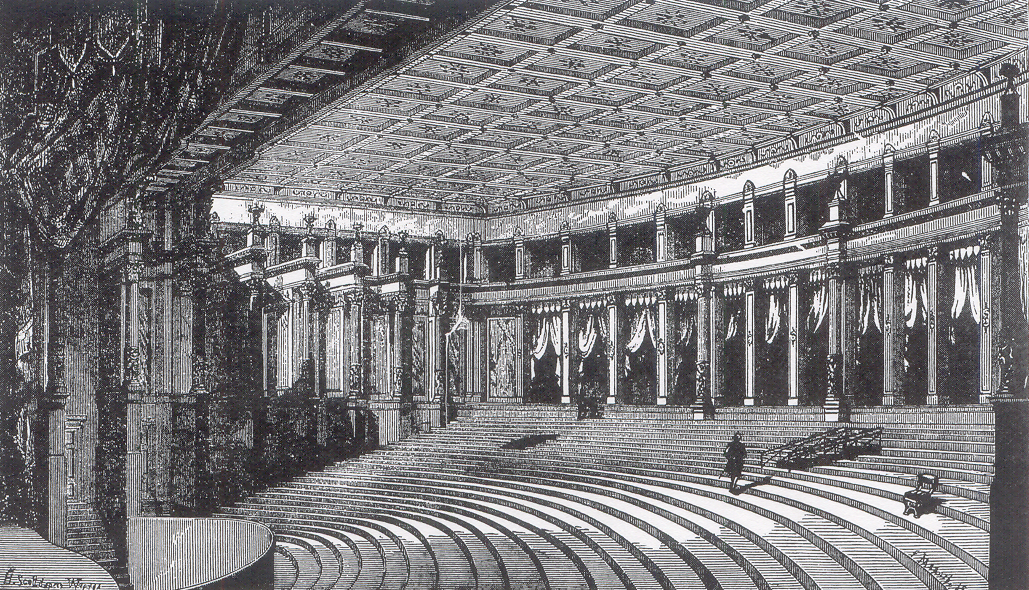
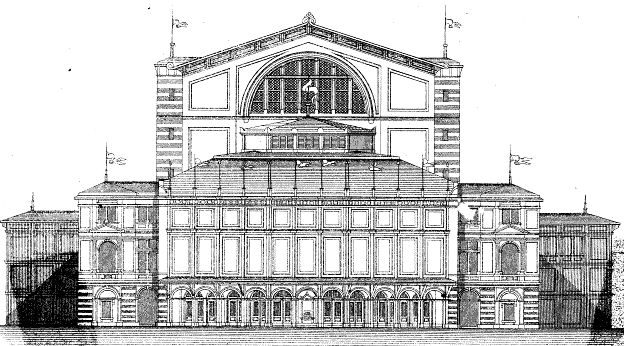
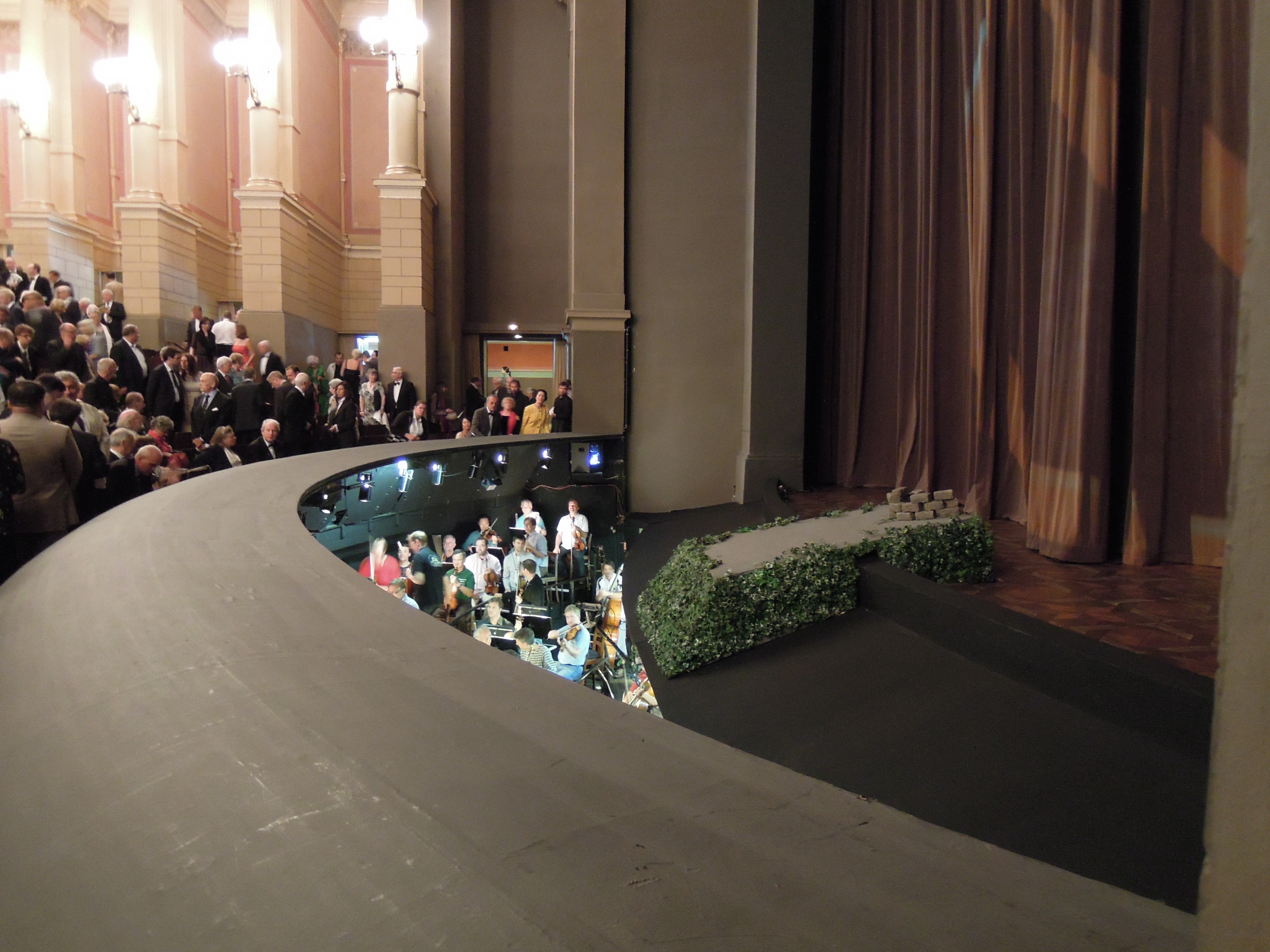